# Chrysocharodes
Chrysocharodes is een geslacht van vliesvleugeligen uit de familie Eulophidae. De wetenschappelijke naam van dit geslacht is voor het eerst geldig gepubliceerd in 1894 door Ashmead.

## Soorten
Het geslacht Chrysocharodes omvat de volgende soorten:
- Chrysocharodes lasallei Schauff, 1998
- Chrysocharodes petiolata Ashmead, 1894
- Chrysocharodes rotundiventris De Santis, 1990